# Recovery (canción de Justin Bieber)
«Recovery» es una canción del cantante y escritor canadiense Justin Bieber. Fue lanzada el 28 de octubre de 2013, y es la cuarta canción de la serie "Music Mondays", las anteriores son Heartbreaker (7 de octubre de 2013), All That Matters (14 de octubre de 2013) y Hold Tight (21 de octubre de 2013). Al igual que las ya mencionadas, se incluyó "Recovery" en el álbum de recopilación "Journals". Bieber lanzó una canción cada lunes por 10 semanas hasta el 9 de diciembre de 2013.

## Posicionamiento en listas musicales
| Lista (2013)                           | Mejor posición |
| -------------------------------------- | -------------- |
| Irlanda (IRMA)                         | 25             |
| Países Bajos (Mega Single Top 100)     | 14             |
| Escocia (Scottish Singles Sales Chart) | 37             |
| España (Top 100 Canciones)             | 24             |
| Reino Unido (UK R&B Chart)             | 4              |
| Reino Unido (UK Singles Chart)         | 28             |